# Krabi (provins)
Krabi, (thai: จังหวัดกระบี่) är en provins (changwat) i södra Thailand. Provinsen ligger på västra kusten mot Andamansjön. Provinsen hade år 2010 432 704 invånare på en areal av 4 708,5 km². (336 210 invånare år 2000.)

## Administrativ indelning
Provinsen är indelad i 8 distrikt (amphoe). Distrikten är i sin tur indelade i 53 subdistrikt (tambon) och 374 byar (muban).
| Phetchabuns distrikt numrerade | 1. Mueang Krabi 2. Khao Phanom 3. Koh Lanta 4. Khlong Thom | 1. Ao Luek 2. Plai Phraya 3. Lam Thap 4. Nuea Khlong |